# Companhia de Desenvolvimento Urbano do Estado da Bahia
A Companhia de Desenvolvimento Urbano do Estado da Bahia (CONDER) é uma empresa pública estadual do governo da Bahia. Atualmente está vinculada à Secretaria de Desenvolvimento Urbano do Estado da Bahia (SEDUR), antes à Secretaria do Planejamento, Ciência e Tecnologia (SEPLANTEC). Sob sua gestão estão as áreas de mobilidade urbana, habitação, urbanismo e saneamento ambiental, ou melhor, a gestão e execução de obras e projetos da política de desenvolvimento urbano e habitacional. Sob sua responsabilidade também está a execução de projetos do Programa de Desenvolvimento do Turismo no Nordeste (PRODETUR/NE), como em Ilha de Itaparica, Imbassaí e Morro de São Paulo.
A Conder publicou diversos importantes estudos: Estudo de Uso do Solo e Transportes da Região Metropolitana de Salvador (EUST) de 1975, Plano de Ocupação para a Área do Miolo de Salvador de 1998, Projeto Cidade Bicicleta – Mobilidade para Todos de 2008.

## História
O órgão tem origem no Conselho de Desenvolvimento do Recôncavo (CONDER), criado em 1967 e delimitou a "área metropolitana de Salvador", em 1970, a partir de sua publicação chamada Estudo Preliminar do Plano de Desenvolvimento Integrado da Região Metropolitana de Salvador (RMS). Após o estabelecimento das regiões metropolitanas pelo Governo Federal, o governo baiano redimensiona e muda a natureza jurídica da CONDER e a renomeia para Companhia de Desenvolvimento da Região Metropolitana de Salvador (CONDER) em 9 de julho de 1974 pela lei delegada nº 8.
A CONDER foi responsável pelas obras principais obras de Salvador na década de 1990, como recuperação do Centro Histórico de Salvador, dos parques metropolitanos de Pituaçu e do Abaeté e da favelas dos Novos Alagados, criação do Parque Costa Azul e programa de saneamento ambiental Bahia Azul e ampliação do Aeroporto Internacional.
Pela lei nº 7.435 de 30 de dezembro de 1998, a Habitação e Urbanização do Estado da Bahia S/A (URBIS) foi liquidada e as políticas governamentais responsáveis pelos conjuntos habitacionais e expansão urbana na Bahia foram transferidas à CONDER, que passou a ser chamada de Companhia de Desenvolvimento Urbano do Estado da Bahia, seu atual nome.
Em 2009, pela lei nº 11.361 suas atribuições de gestão metropolitana sobre a Região Metropolitana de Salvador passaram para a SEDUR.